# Heinz Krückeberg
Heinz Krückeberg (* 9. Juli 1921; † 7. März 1945) war ein deutscher Fußballspieler. Der Mittelstürmer gewann mit dem TSV 1860 München im Jahr 1942 den Tschammer-Pokal.

## Laufbahn

### 1860 München, 1940 bis 1944
Im Sommer 1940 kam der 19-jährige Soldat mit Einsatzort München, Heinz Krückeberg, vom unterklassigen niedersächsischen Amateurverein SpVg Laatzen zu 1860 München. Die Weiß-Blauen trugen in der Bereichsklasse Bayern ihre Verbandsspiele aus. In der Vorsaison hatte es nur zum siebten Rang gereicht, mit dem neuen Mittelstürmer setzten sich die „Löwen“ mit Spielertrainer Franz Schmeiser 1940/41 mit 83:30 Toren und 35:9 Punkten vor dem 1. FC Nürnberg durch und eroberten die Meisterschaft in Bayern. Im Angriff sorgten vor allem der aus Wien gekommene Walter Staudinger sowie Heinz Krückeberg, der inzwischen als das „größte Mittelstürmer-Talent Deutschlands“ (Kicker) bezeichnet wurde, für ständige Gefahr. In der Meisterschaftsrunde gab es aber gegen den Lokalrivalen FC Bayern am 15. Dezember 1940 beziehungsweise 2. März 1941 mit 1:4 und 0:1 Toren zwei Niederlagen. Dies trotz der insgesamt schwachen Runde der „Roten“, die nur auf dem achten Rang am Rundenende einkamen. In seinen ersten Derbyspielen gegen den FC Bayern lernte der junge Mittelstürmer Krückeberg die Klasse des Ex-Nationalstopper Ludwig Goldbrunner kennen. In der Endrunde im April/Mai 1941 um die deutsche Meisterschaft hatten es die Münchner mit den Konkurrenten von SK Rapid Wien, Stuttgarter Kickers und dem VfL Neckarau zu tun. Der Mann aus Niedersachsen führte sich beim 3:3-Auswärtsremis am 13. April bei den Stuttgarter Kickers sogleich als zweifacher „Löwen“-Torschütze in der Endrunde ein. Gegen den späteren Deutschen Meister Rapid Wien – 4:3-Sieg im Finale gegen den FC Schalke 04 – erzielte er am 27. April beim 2:1-Heimsieg in der 78. Minute den Siegtreffer. Sein fünfter Endrunden-Treffer konnte die überraschende 1:2-Niederlage (Hinspiel 6:2) in Mannheim am 4. Mai gegen Neckarau aber nicht verhindern und dadurch setzte sich die Rapid-Elf mit dem 2:0-Heimsieg am 18. Mai in der Gruppe 4 vor den Sechzigern durch. Wertvolle Mitspieler des jungen Mittelstürmers waren Franz Schmeiser, Josef Wendl, Franz Graf, Georg Bayerer, Franz Hammerl, Walter Staudinger, Georg Burger und insbesondere der Halbstürmer Ludwig Janda.
Die Titelverteidigung gelang 1941/42 aber nicht. 1860 München belegte hinter dem überraschend starken 1. FC Schweinfurt 05 – mit Albin Kitzinger und Andreas Kupfer – und der SpVgg Fürth den dritten Rang in Bayern. Unter dem vormaligen „Löwen“-Spieler Max Schäfer als Trainer erzielten die Weiß-Blauen zwar mit 81 Toren die meisten Treffer in der Meisterschaft, Schweinfurt feierte aber vor Fürth die Meisterschaft. Krückeberg konnte durch die Einschränkungen des Weltkriegs nicht an allen Rundenspielen teilnehmen. Auch in den zwei Derbys gegen den FC Bayern stand er nicht zur Verfügung. Der Tschammer-Pokal 1942 wurde im Kalenderjahr ausgetragen und die „Löwen“ setzten sich in den überregionalen Rundenspielen gegen SK Rapid Wien (5:3), Stuttgarter Kickers (3:1), SG SS Straßburg (15:1; es war der erste Einsatz von Ernst Willimowski im laufenden Pokalwettbewerb für 1860 München am 30. August 1942 mit sieben Treffern), FV Stadt Düdelingen (7:0) und im Halbfinale am 25. Oktober gegen TuS Lipine mit 6:0 Toren durch und zogen somit in das Finalspiel am 15. November in Berlin gegen den Favoriten FC Schalke 04 ein. Der Angreifer aus Laatzen hatte in allen fünf Schlussrundenspielen mitgewirkt. Im Endspiel hatte er es mit dem routinierten Mittelläufer Otto Tibulski zu tun, der sich als sehr starker Gegenspieler erwies und dem Münchner Angriffsführer keinen Torerfolg gestattete. Vor 80.000 Zuschauern setzten sich die „Löwen“ in der zweiten Spielhälfte aber mit 2:0 Toren durch und konnten somit den ersten großen Titel in der Vereinsgeschichte feiern. Der Innensturm der „Löwen“ mit den beiden Halbstürmern Ludwig Janda und Ernst Willimowski an der Seite von Mittelstürmer Krückeberg zählte zum Paradestück der Elf und war kaum zu halten. Für den gerade 21-jährigen Krückeberg – er besaß die besten Anlagen, um zu einer großen Spielerpersönlichkeit heranzureifen – stand somit schon am Anfang seiner hoffnungsvollen Karriere ein bedeutender Erfolg als Fußballspieler zu Buche.
Da Reichssportführer von Tschammer bereits im Februar 1942 eine Einschränkung des Spielbetriebs angeordnet hatte und „Veranstaltungen, zu denen Reisen von mehr als 50 Kilometer erforderlich sind“, verboten hatte, wurde die Verbandsrunde 1942/43 in Bayern in zwei regional aufgeteilten Gruppen Süd- und Nordbayern durchgeführt. In der Südstaffel sicherten sich Krückeberg und Kollegen in 18 Spielen, mit dem Torverhältnis von 103:15 Toren und 33:3 Punkten die Meisterschaft vor dem BC Augsburg und dem FC Bayern. In den Derbys – 4:0/1:1 – gegen die „Roten“ war Krückeberg jeweils als Mittelstürmer im Einsatz. Am letzten Spieltag der Rückrunde, am 14. Februar 1942, beim 1:1-Remis, sprang sogar nochmals durch die kriegsbedingten Personalengpässe Alois Pledl als Halbstürmer ein.
In der Endrunde um die deutsche Meisterschaft setzten sich die Schützlinge von Trainer Max Schäfer gegen den VfB Stuttgart (3:0) und Kickers Offenbach (2:0) durch, scheiterten aber am 30. Mai 1943 vor 60.000 Zuschauern mit 0:2 Toren im Praterstadion an First Vienna Wien. Für Wien erzielten Rudolf Noack und Karl Decker die zwei Treffer. Krückeberg war in allen drei Spielen als Mittelstürmer aktiv und erzielte gegen Offenbach ein Tor.
Belegbar ist für Krückeberg noch in der Rückrunde 1943/44 in der Südgruppe der Gauliga Bayern ein Pflichtspieleinsatz am 27. Februar 1944 beim Derby gegen den FC Bayern.

### Nationalmannschaft, 1941 bis 1942
In den Kriegsjahren gehörte der Mittelstürmer Krückeberg ab 1941 zum Kreis der Kandidaten für die Fußballnationalmannschaft von Reichstrainer Josef Herberger. Im Wettbewerb des Reichsbundpokals 1940/41 debütierte der 60er-Mittelstürmer am 16. März 1941 in Frankfurt im Halbfinalspiel in der Gauauswahl von Bayern beim 5:1-Erfolg gegen Südwest, in deren Reihen der Kölner Alfons Moog verteidigte und der junge Lauterer Fritz Walter auf halbrechts stürmte. In der von Max Schäfer betreuten Bayern-Elf erzielte Krückeberg an der Seite der Angriffskollegen Walter Staudinger, Georg Lechner, Hans Fiederer und Wilhelm Simetsreiter drei Tore. Im Finale setzten sich aber am 7. September 1941 in Chemnitz Sachsen mit 2:0 Toren durch. Er nahm erstmals vom 17. bis 21. März 1941 an einem DFB-Sichtungslehrgang teil. Beim Länderspiel am 18. Oktober 1942 in Berlin gegen die Schweiz saß er auf der Ersatzbank. Eine Woche vor dem Länderspiel, am 11. Oktober, stürmte er in einem Testspiel der DFB-Auswahl im württembergischen Ludwigsburg gegen die Stuttgarter Kickers. Beim 7:0-Erfolg der Auswahl erzielte er zwei Tore. Dabei waren Ernst Lehner, Fritz Walter, Krückeberg, Ernst Willimowski und August Klingler im Angriff eingesetzt.

## Kriegsepisode
Georg Lichtenstern, Chef der 1. Kompanie Infanterie-Divisions-Nachrichtenabteilung 17 und einer der Gründer der Soldatenelf „Burgstern-Elf“, hatte auch Heinz Krückeberg während eines Offiziersanwärterlehrgangs in der Heeres-Nachrichtenschule in Leipzig das Angebot gemacht, sich zur Nachrichtenabteilung 17, zu Burgstern Noris, versetzen zu lassen. Doch Leutnant Krückeberg wollte zurück zu seiner Einheit (Panzer-Nachrichten-Abteilung Groß-Deutschland) an die Ostfront. Dort ist er am 7. März 1945 gefallen.